# Isla de Shédiac
La Isla de Shédiac (en francés: Île de Shédiac; en inglés: Shediac Island) es una isla canadiense situada en el Condado de Westmoreland, en el sureste de la provincia de Nuevo Brunswick. Está bordeada por la bahía de Shédiacy al oeste, y por el Estrecho de Northumberland, al este. La isla tiene una superficie de cerca de dos kilómetros cuadrados. Su territorio esta en frente de la ciudad de Shédiac, pero, administrativamente, está incluido en la parroquia de Shédiac.